# Vladimir Naumov
Vladimir Naumov (Leningrado, 6 de dezembro de 1927 – Moscou, 29 de novembro de 2021) foi um diretor de cinema russo.

## Filmografia
Nota: todos os filmes anteriores a 1987 foram co-realizados com  Aleksandr Alov
- Taras Shevchenko (Тарас Шевченко) / Taras Shevchenko (1951)
- Trevozhnaya molodost (Тревожная молодость) / Restless Youth (1954)
- Pavel Korchagin (Павел Корчагин) / Pavel Korchagin (1957)
- Veter (Ветер) /  The Wind (1958)
- Mir vkhodyashchemu (Мир входящему) / Peace to Him Who Enters (1961)
- Moneta (Монета) / The Coin (1965)
- Skvernyy anekdot (Скверный анекдот) / The Ugly Story (1966)
- Beg (Бег) / The Flight (1970)
- Legenda o Tile (Легенда о Тиле) / Legend About Thiel (1976)
- Tegeran-43 (Тегеран-43) / Teheran 43 (1981)
- Bereg (Берег) / The Shore (1984)
- Vybor (Выбор) / The Choice (1987)
- Zakon (Закон) / The Law (1989)
- Desyat let bez prava perepiski (Десять лет без права переписки) / Ten Years Without Right to Write Letters (1990)
- Belyy prazdnik (Белый праздник) / White Feast (1994)
- Tayna Nardo ili son beloy sobaki (Тайна Нардо, или Сон белой собаки) / Nardo's Secret (1999)
- Chasy bez strelok (Часы без стрелок) / Clock without Hands (2001)
- Dzhokonda na asphalte (Джоконда на асфальте) / La Gioconda on Asphalt (2007)